# 四死球
四死球（ししきゅう）とは、野球用語で四球と死球をまとめて言い表したものである。

## 記録上の扱い
数を集計する際などの記録上の正確な用語としては、投手から奪った四死球が打者の「四死球」、打者に与えた四死球が投手の「与四死球」となる。
書物などのデータで、四球と死球の2項目を掲載すると冗長になるため、四球のみを掲載する場合や、（死球数が無視されてしまうことを避けるために）一括して四死球を掲載する場合がある。データ欄で何らかの記録を示す表記が「球」とある場合、四死球を表している（安打の「安」、本塁打の「本」、三振の「振」、併殺打の「併」、盗塁の「盗」などと並んでいる）。四球を示す場合は「四球」または「四」、死球であれば「死球」または「死」と表記される。
四球と死球はともに打者に安全に一塁が与えられるが、ルール上の最大の違いは、四球はボールインプレイ（プレイ継続）であるが、死球はボールデッド（プレイ中断）になる点である。従って、例えば四球が宣告された投球が暴投になったときや、捕手が後逸していたとき（捕逸）など、打者は安全に一塁に進塁する権利を得た上で、アウトになる危険を冒してさらに次の塁を狙ってもよい。塁上にいる走者も同様に、暴投または捕逸を利して進塁することもでき、打者に一塁を明け渡すことによって安全進塁権が認められた塁以上に進塁してもよい。これに対して、死球が宣告された場合は、打者及び走者は安全進塁権が認められた塁以上に進塁することはできない。
打者が四死球を得た時点で安全進塁権が与えられた走者は、盗塁を試みていたとしても盗塁による進塁とはみなされない。

## 押し出し
厳密には、四死球や打撃妨害等によって打者走者に安全進塁権が与えられることにより、打者走者に元の塁を明け渡さなければならない走者（走者一塁または一・三塁の時の一塁走者、一・二塁または満塁の時の全走者）に次の塁への安全進塁権が与えられることを押し出しという。ただし、一般には満塁時に四死球または打撃妨害により打者に一塁が与えられ、その結果全走者が一塁ずつ進み、三塁走者の進塁によって1点が入ることを押し出しと呼ぶことが多い。英語ではmerry-go-roundという。
押し出しで得点が入った場合、四死球を得た打者及び打撃妨害をされた打者には打点が付く。自責点の対象となる走者が与四死球によって押し出しになり得点した場合は投手の自責点となる。

## 無四球試合
投手記録として、完投した試合（勝敗は問わない）で、四死球を出さなかった場合に、「無四球試合」という記録としてカウントされる。